# 柯西-利普希茨定理
在数学中，柯西-利普希茨定理（Cauchy-Lipschitz Theorem），又称皮卡-林德勒夫定理（Picard-Lindelöf Theorem），保证了一階常微分方程的局部解以至最大解的存在性和唯一性。此定理最早由奧古斯丁·路易·柯西于1820年发表，但直到1868年，才由鲁道夫·利普希茨给出确定的形式。另一个很常见的叫法是皮卡-林德勒夫定理，得名于数学家埃米尔·皮卡和恩斯特·林德勒夫。

## 局部定理
设E为一个完备的有限维賦範向量空間（即一个巴拿赫空间），f为一个取值在E上的函数：
| {\displaystyle {\begin{matrix}f:&U\times I&\longrightarrow &E\\&(x,t)&\longmapsto &f(x,t)\end{matrix}}} |

其中U为E中的一个开集，I是{\displaystyle \mathbb {R} }中的一个区间。考虑以下的一阶非线性微分方程：
| {\displaystyle {\frac {\mathrm {d} x(t)}{\mathrm {d} t}}=f(x(t),t)\qquad \qquad (1)} |

如果f关于t连续，并在U中满足利普希茨条件，也就是说，
| {\displaystyle \exists \kappa >0,\ \forall t\in I,\ \forall x,y\in U,\ \left\|f(x,t)-f(y,t)\right\|\leq \kappa \left\|x-y\right\|} |

那么对于任一给定的初始条件： {\displaystyle x(t_{0})=x_{0}}，其中 {\displaystyle t_{0}\in I}、{\displaystyle x_{0}\in U}，微分方程（1）存在一个解 {\displaystyle (J,x(t))}，其中 {\displaystyle J\subset I} 是一个包含 {\displaystyle t_{0}} 的区间，{\displaystyle x(t)} 是一个从 {\displaystyle J} 射到 {\displaystyle U} 的函数，满足初始条件和微分方程（1）。
局部唯一性：在包含点{\displaystyle t_{0}}的足够小的{\displaystyle J}区间上，微分方程（1）的解是唯一的（或者说，方程所有的解在足够小的区间上都是重叠的）。
这个定理有点像物理学中的决定论思想：当我们知道了一个系统的特性（微分方程）和在某一时刻系统的情况（{\displaystyle x(t_{0})=x_{0}}）时，下一刻的情况是唯一确定的。

## 局部定理的证明
一个简洁的证明思路为构造一个总是满足初始条件的函数递归序列{\displaystyle y_{n+1}=\Phi (y_{n})}，使得{\displaystyle \Phi ^{\prime }(y_{n})=f(y_{n},t)}，这样，如果这个序列有一个收敛点 {\displaystyle y} ，那么{\displaystyle y}为函数{\displaystyle \Phi }的不动点，这时就有{\displaystyle y^{\prime }=\Phi ^{\prime }(y)=f(y,t)}，于是我们构造出了一个解{\displaystyle y}。为此，我们从常数函数
{\displaystyle y_{0}(t)=x_{0}\ }开始。令
{\displaystyle \Phi (y_{i})(t)=x_{0}+\int _{t_{0}}^{t}f(y_{i}(s),s)\,ds.}
这样构造出来的函数列{\displaystyle (y_{i})_{i\geq 0}}中的每个函数都满足初始条件。并且由于 {\displaystyle f} 在 {\displaystyle U} 中满足利普希茨条件，当区间足够小的时候，{\displaystyle \Phi }成为一个收缩映射。根据完备空间的不动点存在定理，存在关于{\displaystyle \Phi }的稳定不动点，于是可知微分方程（1）的解存在。
由于收缩映射的局部稳定不动点只有一个，因此在足够小的区间内解是唯一的。

## 最大解定理
局部的柯西-利普希茨定理并没有说明在较大区域上解的情况。事实上，对于微分方程（1）的任意解{\displaystyle \ (J,x(t))}、{\displaystyle (J^{\prime },x^{\prime }(t))}，定义一个序关系：{\displaystyle \ (J,x(t))}小于{\displaystyle (J^{\prime },x^{\prime }(t))}当且仅当 {\displaystyle J\subset J^{\prime }}，并且{\displaystyle x^{\prime }(t)}在{\displaystyle \ J}上的值与{\displaystyle \ x(t)}一样。在这个定义之下，柯西-利普希茨定理断言，微分方程的最大解是唯一存在的。

### 证明思路
解的唯一性：假设有两个不同的最大解，那么由局部柯西-利普希茨定理可以证明其重叠部分的值相同，将两者不同的部分分别延伸在重叠部分上，则会得到一个更“大”的解（只需验证它满足微分方程），矛盾。因此解唯一。
解的存在性：证明需要用到佐恩引理，构造所有解的并集。

## 扩展至高阶常微分方程
对于一元的高阶常微分方程
{\displaystyle F\left(t,y(t),y^{\prime }(t)\cdots y^{(n-1)}(t)\right)=y^{(n)}(t)\qquad \qquad (2)}，
只需构造向量{\displaystyle Y(t)=(y(t),y'(t),\ \dots ,\ y^{(n-1)}(t))}和相应的映射{\displaystyle \ \Phi }，就可以使得（2）变为{\displaystyle Y^{\prime }(t)=\Phi (Y(t),t)}。这时的初始条件为{\displaystyle Y(t_{0})=Y_{0}}，即
{\displaystyle {\begin{matrix}y(t_{0})=y_{0}\\y^{\prime }(t_{0})=y_{1}\\\vdots \\y^{(n-1)}(t_{0})=y_{n-1}\end{matrix}}}

## 扩展至偏微分方程
对于偏微分方程，有柯西-利普希茨定理的扩展形式：柯西-克瓦列夫斯基定理，保证了偏微分方程的解的存在性和唯一性。

## 相关链接
- 局部柯西-利普希茨定理的另一个证明，英文 （页面存档备份，存于）
- 湖北师范学院数学与统计学院，比较严格的讨论，中文[永久]